# Sweet Georgia Brown
Sweet Georgia Brown è un brano musicale considerato uno standard jazz, composto nel 1925 da Ben Bernie e Maceo Pinkard, con testo di Kenneth Casey.
Una delle versioni più popolari del brano è stata registrata nel 1949 da Brother Bones and His Shadows e successivamente adottata come tema della squadra di pallacanestro degli Harlem Globetrotters.
Tra gli altri artisti che hanno interpretato e/o inciso il brano vi sono Bing Crosby, Django Reinhardt, Ella Fitzgerald, Ray Charles, Gentle Giant e Oscar Peterson.